# Hyalobathra barnsalis
Hyalobathra barnsalis là một loài bướm đêm trong họ Crambidae.